# ジャン＝バティスト・ジョゼフ・ドランブル

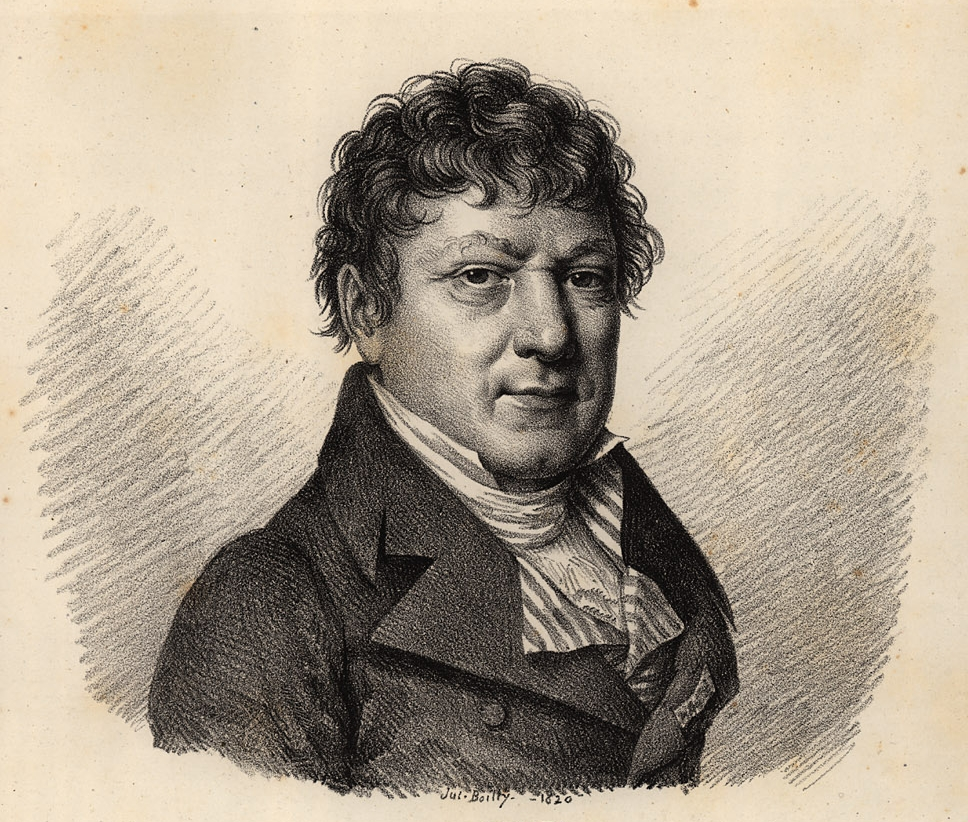
ジャン＝バティスト・ジョゼフ・ドランブル

ジャン＝バティスト・ジョゼフ・ドランブル（Jean-Baptiste Joseph Delambre、1749年9月19日 – 1822年8月19日）は、フランスの数学者・天文学者。メートルの基準をきめるための測量を行った1人である。 

## 生涯
フランス北部の都市アミアンで生まれた。子供時代の熱病により眼をいため、数年で失明すると宣告された。本を読めなくなる恐れから、記憶に留めるために多くの本をむさぼり読んだ。ギリシア語、ラテン語の書物を耽読し、イタリア語、英語、ドイツ語に堪能となり、Règles et méthodes faciles pour apprendre la langue anglaise（『英語を簡単に学ぶ方法』）を出版した。後に数学を学んだ。
1771年からパリで金持ちのジャン・クロード・ジョフロワ・ダシ(Jean Claude Geoffroy d'Assy)の息子の家庭教師を務め、ジェローム・ラランドに天文学を学び、ダシによって小さい天文台をたててもらった。
1791年5月に王立協会のフェローに選出された。さらに、1792年にフランス王立科学アカデミーの会員となり、1792年から1799年の間、ピエール・メシャンとともに、ダンケルクからバルセロナの間の子午線弧長の測量を行った。1801年、科学アカデミー数学部門の終身書記に任じられ、生涯その職を務めた。1807年、コレージュ・ド・フランスの天文学教授に任じられ、パリ天文台の台長に任じられた。1821年にレジオンドヌール勲章オフィシエ章が授与された。
天体力学の分野の初期の研究者であるとともに、晩年は『天文学史』Histoire de l'astronomieなどの天文学史の著作も行った。
球面三角法の分野のドランブル(Delambre)の公式に名前が残っている。また、月のクレーターにも命名（フランス語版）されている。